# Maaike Timmerman
Maaike Timmerman (Vianen, 23 april 1987) is een Nederlandse presentatrice en verslaggeefster. Ze is voornamelijk bekend van het presenteren van het laatste nieuws van Goedemorgen Nederland van WNL en van 2018-2024 van het programma zelf.
Timmerman studeerde in 2009 af aan de School voor Journalistiek in Utrecht. Enige maanden voor haar afstuderen begon ze als redacteur bij Hart van Nederland. Na twee jaar stapte ze over naar Vandaag de dag, zoals Goedemorgen Nederland toen nog heette, waar ze in eerste instantie verslaggever was. Daarnaast presenteerde ze in het weekend het nieuws bij RTV Noord-Holland.
Toen in 2014 de decors van Vandaag de dag werden aangepast kwam er een plaats vrij voor een nieuw blok actualiteiten met een aparte presentator; dit ging Timmerman vervullen, afwisselend met Tom van 't Einde. Naast dit werk bleef ze regelmatig verslaggeven in het land voor het programma. Sinds 2015 presenteerde Timmerman afwisselend op werkdagen.
Timmerman presenteert steevast zonder autocue, ze heeft bij het presenteren in de studio alleen een tablet vast, die als spiekbriefje dient.
In de zomer van 2016 werden de eerste drie afleveringen van het door Timmerman bedachte en gemaakte programma De zaak van je leven uitgezonden op NPO 2. Op NPO Radio 1 presenteert ze elke vrijdagavond "Het Misdaadbureau"
Timmerman was deelnemer aan het televisieprogramma De Slimste Mens in het seizoen winter 2015/2016. Sinds januari 2020 was ze een van de presentatoren van het radioprogramma 't Wordt Nu Laat op NPO Radio 2.
Sinds 2021 was ze vervangend presentatrice van Op1 voor WNL.